# ستراتون (كولورادو)
ستراتون (بالإنجليزية: Stratton)‏ هي بلدة تقع في مقاطعة كيت كارسون، كولورادو بولاية كولورادو في الولايات المتحدة. تبلغ مساحتها 1.2 (كم²)، وترتفع عن سطح البحر 1345 م، بلغ عدد سكانها 658 نسمة في عام 2010 حسب إحصاء مكتب تعداد الولايات المتحدة .

## وصلات خارجية
- Town of Stratton
- The US50 - Cities and Towns in Colorado State
- Colorado Cities and Towns, Facts, Map, Flag, Colleges, Government, and More